# Polyrhachis coronata
Polyrhachis coronata é uma espécie de formiga do gênero Polyrhachis, pertencente à subfamília Formicinae.